# 福津市立福間中学校
福津市立福間中学校（ふくつしりつ ふくまちゅうがっこう）は、福岡県福津市花見が丘にある公立の中学校。平成25年度の生徒数は、16学級（特別支援学級1）571名。福間小学校、福間南小学校の校区が、通学区域となっている。
2011年に地域に開かれた学校を目指す「コミュニティ・スクール」の指定を受けた。

## 沿革
- 1947年（昭和22年） - 福間町立福間中学校として創立（同年に南部中学校も創立）[1]
- 1958年（昭和33年） - 南部中学校を福間中学校に統合[1]
- 1971年（昭和46年） - 福間中学校教室棟建設[1]（2013年現在使用中）
- 1974年（昭和49年） - 福間中学校本館建設[1]（2013年現在使用中）
- 1979年（昭和54年） - 神興小学校、神興東小学校、上西郷小学校の3小学校校区が、福間東中学校の校区となり分離[4]
- 2005年（平成17年） - 新市誕生により「福津市立 福間中学校」となる

## 校歌他
校歌、福中応援歌が存在し、その後、生徒会歌も作られている。

## 部活動

### 体育系
- 軟式野球部
- ソフトボール部
- バスケットボール部
- バレーボール部
- 卓球部
- 陸上短距離/長距離部
- ソフトテニス部
- サッカー部
- 剣道部
- 柔道部

### 文化系
一時期は、合唱、写真等の文化系クラブが存在していたが、2013年現在は下記のクラブが活動中。
- 吹奏楽部 - 1964年度西部吹奏楽コンクール（現九州吹奏楽コンクール）第8位[5]、1965年度西部吹奏楽コンクール（現九州吹奏楽コンクール） 第12位[6]、2006年度 第24回九州マーチングコンテスト パレードコンテスト部門 銀賞（第20回福岡県マーチングコンテスト 銀賞・代表）
- 美術部
- 放送部

## アクセス
- JR九州 福間駅より徒歩15分[1]
- 西鉄バス  向山バス停より徒歩5分[1]

## 教育
2002年11月26日、元プロ野球選手の村田兆治による「VICTORYスポーツ教室」が行われた。

## 学校周辺
- 国道495号
- フレスポ花見が丘
- 福間看護高等専修学校

## 著名な出身者
- 島内颯太郎 (プロ野球選手)